# 389470 Jan
389470 Jan este o planetă minoră (asteroid) din centura de asteroizi. A fost descoperită pe 15 martie 2010 la  de . 
Obiectul prezintă o orbită caracterizată de o semiaxă mare de 2,6638774330068 UAi, o excentricitate de 0,10194677199904, o înclinație de 13,026949679115 ° în raport cu ecliptica.